# Campeonato Amazonense Segunda Divisão 2017 (extra)
In 2017 werd het 22ste Campeonato Amazonense Segunda Divisão gespeeld voor clubs uit Braziliaanse staat Amazonas. De competitie werd georganiseerd door de FAF en werd gespeeld van 4 november tot 16 december. São Raimundo werd kampioen.
Het was reeds de tweede competitie van de Segunda Divisão dit jaar, daardoor wordt deze ook bestempeld als Edição Extra. Normaliter zouden zes teams deelnemen, maar op 2 oktober trok Sul América zich terug omdat ze het financieel niet rond kregen. 

## Eerste fase
| Plaats | Club         | Wed. | W | G | V | Saldo | Ptn. |
| ------ | ------------ | ---- | - | - | - | ----- | ---- |
| 1.     | CDC Manicoré | 4    | 3 | 1 | 0 | 6:0   | 10   |
| 2.     | São Raimundo | 4    | 3 | 0 | 1 | 7:1   | 9    |
| 3.     | Clíper       | 4    | 2 | 0 | 2 | 4:6   | 6    |
| 4.     | Holanda      | 4    | 1 | 1 | 2 | 6:3   | 4    |
| 5.     | Tarumã       | 4    | 0 | 0 | 4 | 1:14  | 0    |

|  | Geplaatst voor tweede fase |

## Tweede fase
De finale werd over één wedstrijd beslist. Ondanks een gelijkspel werd São Raimundo kampioen omdat ze twee keer gewonnen hadden in de halve finale.
|  | halve finale | halve finale | halve finale | halve finale |  |              | finale | finale | finale | finale |
|  |              |              |              |              |  |              |        |        |        |        |
|  |              |              |              |              |  |              |        |        |        |        |
|  | Clíper       | 1            | 0            | 1            |  |              |        |        |        |        |
|  | São Raimundo | 4            | 5            | 9            |  |              |        |        |        |        |
|  |              |              |              |              |  | São Raimundo | 0      |        | 0      |        |
|  |              |              |              |              |  | CDC Manicoré | 0      |        | 0      |        |
|  | Holanda      | 1            | 1            | 2            |  |              |        |        |        |        |
|  | CDC Manicoré | 1            | 3            | 4            |  |              |        |        |        |        |

### Kampioen
| Campeonato Amazonense de Segunda Divisão de 2017 Edição Extra |
| Amazonas                                                      |
| ------------------------------------------------------------- |
| SÃO RAIMUNDO Kampioen (1° titel)                              |